# 放客兄弟
放客兄弟是一個台灣樂團。

## 經歷
- 2007，成立放客兄弟。
- 2009，參加中天娛樂台節目《創作天團 Super Band》。
- 2012，長笛手小崔 崔智棓 加入
- 2013，第一個台灣樂團以群眾募資製作首張專輯。群眾募資38萬來製作成團第一張同名專輯，專輯於2013/7/19 全台上架。[1][2]
- 2014，首張同名專輯更入圍第25屆金曲獎，最佳樂團獎及最佳新人獎兩項[3]。
- 2014,  女主唱/主要詞曲創作者 Airy小伶宣佈離團[4].
- 2015,  吉他手陳俊安宣布離團[5].
- 2015年11月25日與TRASH樂團於《河岸聲現》演出。

## 音樂作品

### 專辑
- 2013年《放客兄弟同名專輯》

### EP
- 2011《Boogie Nights》

### MV
- 2014年 《微笑的臉》
- 2014年 《樂癮》

## 獎項紀錄
- 2014年入圍金曲獎最佳新人
- 2014年入圍金曲獎最佳樂團

## 相關連結
- Facebook 粉絲頁 （页面存档备份，存于）
- Reverbnation （页面存档备份，存于）
- Twitter （页面存档备份，存于）
- 吹音樂 （页面存档备份，存于） (頁面存檔備份 （页面存档备份，存于）, 存於網際網路檔案館 （页面存档备份，存于））